# Abakar Mahamat
Pour les articles homonymes, voir Mahamat.
 (novembre 2023).
La mise en forme du texte ne suit pas les recommandations de Wikipédia : il faut le « wikifier ».
Les points d'amélioration suivants sont les cas les plus fréquents. Le détail des points à revoir est peut-être précisé sur la page de discussion.
- Les titres sont pré-formatés par le logiciel. Ils ne sont ni en capitales, ni en gras.
- Le texte ne doit pas être écrit en capitales (les noms de famille non plus), ni en gras, ni en italique, ni en « petit »…
- Le gras n'est utilisé que pour surligner le titre de l'article dans l'introduction, une seule fois.
- L'italique est rarement utilisé : mots en langue étrangère, titres d'œuvres, noms de bateaux, etc.
- Les citations ne sont pas en italique mais en corps de texte normal. Elles sont entourées par des guillemets français : « et ».
- Les listes à puces sont à éviter, des paragraphes rédigés étant largement préférés. Les tableaux sont à réserver à la présentation de données structurées (résultats, etc.).
- Les appels de note de bas de page (petits chiffres en exposant, introduits par l'outil «  Source ») sont à placer entre la fin de phrase et le point final[comme ça].
- Les liens internes (vers d'autres articles de Wikipédia) sont à choisir avec parcimonie. Créez des liens vers des articles approfondissant le sujet. Les termes génériques sans rapport avec le sujet sont à éviter, ainsi que les répétitions de liens vers un même terme.
- Les liens externes sont à placer uniquement dans une section « Liens externes », à la fin de l'article. Ces liens sont à choisir avec parcimonie suivant les règles définies. Si un lien sert de source à l'article, son insertion dans le texte est à faire par les notes de bas de page.
- La présentation des références doit suivre les conventions bibliographiques. Il est recommandé d'utiliser les modèles {{Ouvrage}}, {{Chapitre}}, {{Article}}, {{Lien web}} et/ou {{Bibliographie}}. Le mode d'édition visuel peut mettre en forme automatiquement les références.
- Insérer une infobox (cadre d'informations à droite) n'est pas obligatoire pour parachever la mise en page.

Pour une aide détaillée, merci de consulter Aide:Wikification.
Si vous pensez que ces points ont été résolus, vous pouvez retirer ce bandeau et améliorer la mise en forme d'un autre article.
 (novembre 2023).
Il peut être nécessaire de l'améliorer pour respecter le principe de neutralité de point de vue. Veuillez consulter la page de discussion pour plus de détails.

 (novembre 2023).
Si vous disposez d'ouvrages ou d'articles de référence ou si vous connaissez des sites web de qualité traitant du thème abordé ici, merci de compléter l'article en donnant les références utiles à sa vérifiabilité et en les liant à la section « Notes et références ».
Abakar Mahamat est un entrepreneur et innovateur numérique de nationalité tchadienne  né le 3 juin 1998 à Cocody, Côte d'Ivoire d'un père ingénieur en pétrochimie  Abakar Ahmed et d'une mère au foyer du nom de Amdey Ahmed Senoussi.

## Éducation
En 2016,il s'envole pour le Maroc où il a suivi un programme de double master de cinq ans en ingénierie informatique industrielle et en méthodes informatiques appliquées à la gestion d'entreprises(MIAGE) à Rabat, au Maroc, qu'il a complété en 2021 à l'Institut Supérieur des Génies et des Affaires (ISGA).

## Parcours Entrepreneurial
À 19 ans, Abakar fonde Kalakooka Games, un studio de développement de jeux mobiles au Tchad. Son engagement envers l'innovation technologique se traduit dans des initiatives telles que Box Nadif et Telemedan, qui abordent des défis tels que la pandémie de Covid-19 et l'accessibilité aux soins de santé au Tchad. Sa dernière réalisation en date est O'Nadif, un dispositif de filtre à eau écologique made in Tchad.

## Prix et Distinction
Prix de la Meilleure Plateforme Numérique (2019)-Décerné par le feu Maréchal du Tchad, Idriss Deby Itno, pour Kalakooka Games.
Classement 2022 Forbes Afrique 30under30 francophone(2022)- 30 Jeunes Africains francophone de moins de 30 ans qui changeront l'Afrique.
Prix de la meilleure startup numérique du Tchad (2022)-Décerné par MOOV Africa Tchad.
Prix de la Meilleur innovation technologique (2023)-Fondation BJKD.